# 丸野勝虎
丸野 勝虎（まるの かつと、1974年8月13日 - ）は、地方競馬の名古屋競馬場・倉地学厩舎所属の騎手。鹿児島県曽於郡出身。

## 来歴
中学の頃にテレビで競馬中継を観て騎手を目指し、愛知の原口次夫騎手（現調教師）の紹介で地方競馬教養センターに入学。卒業後、愛知に所属。
1992年4月20日に名古屋競馬第8競走で初騎乗し、ブルーレッズで5着。4月23日に名古屋競馬第5競走をラフェスタで制し、4戦目で初勝利を挙げた。新人当時は騎手だけで60人くらいおり、騎乗数が増えない状況が続き一度グレたことがあり、所属していた磯村林三調教師が亡くなったのを機に騎手を辞めようとまで考えたが、本名信行厩舎所属となってから成績が伸びた。
1996年4月10日に中央競馬（JRA）初騎乗となったテレビ愛知オープンでは、名古屋所属のレッドアゲインに騎乗し、13番人気で15着だった。
2002年9月30日に地方競馬通算500勝達成。
2003年5月25日、中京競馬場で行われた東海ステークス（GII）を名古屋所属の9番人気ゴールドプルーフで制し、JRA初勝利及びJRA重賞初勝利を挙げた。1着入線馬ディーエスサンダーが降着になり繰り上がりでの大金星だったが、のちに「ゴールドプルーフも挟まって、かなり影響を受けたんですよ。ハッキリ言って加害馬がまっすぐ走っていれば、僕の馬が普通に勝っていたレースだったんです。それなのに「儲けものだったな」とか冷やかされて。だんだん腹が立ってきたという思い出がありますね」と語っている。
2004年6月16日、タカラアジュディで名古屋優駿（東海ダービー）を初制覇。同馬で翌2005年にJRA重賞マーチステークスに参戦した（16着）。
2007年5月1日に地方通算1000勝達成。同年9月30日から11月30日までマカオに海外遠征し、11月2日にマカオでの初勝利を挙げた。
2013年4月1日付で本名信行厩舎から倉地学厩舎に移籍。
2016年3月28日、名古屋競馬第2競走をマイネルアウトランで制し、地方通算2000勝達成。同年、10年連続リーディングだった岡部誠を抑え初の名古屋リーディングを獲得。
2022年4月8日、名古屋競馬場が弥富トレーニングセンターに移転後最初のレースとなった第1競走「新競馬場オープニング記念」をローザキアーロで制し、新競馬場最初の勝利騎手となった。当日朝に村上弘樹からの急遽の乗替りでの勝利だった。
2023年3月19日、愛知所属のノーチカルチャート（馬主はハッピーグリンを所有した会田裕一）が地方馬ながら阪神大賞典に参戦し、自身18年ぶりのJRA重賞騎乗を果たした（13着）。
2023年5月18日、名古屋競馬第8競走をフライシュッツで制し、地方通算3000勝達成。

## 主な騎乗馬
- ヤマトチヨフジ（1995年スプリンター争覇）
- レッドアゲイン（1996年ダイヤモンドカップ）
- アカネリンボー（1997年クリスタルカップ）
- ゴールドプルーフ（1999年新春グランプリ、2003年東海ステークス）[7]
- ケイウントップ（2001年ケンタウロスカップ）
- サンキューホーラー（2002年新春盃、マイル争覇、東海桜花賞、名古屋記念）
- キジョージャンボ（2003年帝冠賞、シルバー争覇、2004年名古屋杯2回、アラブスプリング賞、2006年梅見月杯、名古屋杯）
- ヒシタイム（2004年ケンタウロスカップ）
- タカラアジュディ（2004年名古屋優駿）
- ニッタレヴュー（2005年スプリング争覇）
- マイネフォクシー（2006年新春盃、サマーカップ、ゴールド争覇）
- ウイニングウインド（2006年くろゆり賞）
- キングスゾーン（2006年オータムスプリントカップ）
- シンメイジョアー（2007年若草賞、サラ・クイーンカップ、東海クイーンカップ）
- サチコゴージャス（2008年新春ペガサスカップ、園田ユースカップ、若草賞、新緑賞、秋桜賞）
- カモンネイチャ（2008年尾張名古屋杯、2009年名港盃、2010年くろゆり賞）
- ハートオブストーン（2012年尾張名古屋杯）
- デジタルゴールド（2012年尾張名古屋杯）
- サイモンロード（2013年梅見月杯、東海桜花賞、東海菊花賞、2014年名古屋記念、梅見月杯、2015年名古屋記念、梅見月杯）
- ノゾミカイソク（2014年新春盃）
- キーアシスト（2014年東海菊花賞）
- ベルライン（2016年六甲盃）
- ハヴアナイスディ（2017年クイーンカップ）
- サムライドライブ（2017年ゴールドウィング賞、2018年湾岸ニュースターカップ、新春ペガサスカップ、梅桜賞、スプリングカップ、中京ペガスターカップ、駿蹄賞、秋の鞍）
- ニューホープ（2019年東海ゴールドカップ、2020年マーチカップ）
- エムエスオープン（2020年新春ペガサスカップ）
- ニュータウンガール（2021年お松の方賞）
- ウインユニファイド（2022年トリトン争覇、鳥栖大賞、東海ゴールドカップ）
- アンタンスルフレ（2022年・2023年北國王冠連覇、東海菊花賞）
- レイジーウォリアー（2023年撫子争覇、2024年徽軫賞）
- リストン（2023年新緑賞、駿蹄賞）
- メルト（2024年梅見月杯）
- ネッサローズ（2024年兼六園スプリント）
- カワテンマックス（2024年ゴールドウィング賞、2025年新春ペガサスカップ、駿蹄賞）
- ケイズレーヴ（2025年ネクストスター中日本）
- サンテックス（2025年名港盃）

出典: